# Baszar Bani Jasin
Baszar Bani Jasin (ur. 1 czerwca 1977 w Irbidzie) – jordański piłkarz, grający na pozycji obrońcy.

## Kariera klubowa
Baszar Bani Jasin w 2002–2005 występował w klubie Al-Hussein Irbid. Z Al-Hussein zdobył Superpuchar Jordanii w 2003. W latach 2005–2006 występował w Bahrajnie w klubie Al-Muharraq. Z Al-Muharraq dwukrotnie zdobył mistrzostwo Bahrajnu w 2006 i 2007. W latach 2007–2008 występował w Al-Jazeera Amman, po czym wyjechał do Arabii Saudyjskiej do klubu Al Hazm Ar Rass. W sezonie 2010/2011 ponownie był zawodnikiem Al-Jazeery Amman. Następnie grał też w Al-Wehdat Amman, Al-Arabi Irbid i omańskim Sur SC.

## Kariera reprezentacyjna
W reprezentacji Jordanii Jasin zadebiutował w 27 kwietnia 2001 roku w zremisowanym 2:2 meczu eliminacji do MŚ 2002 z Uzbekistanem. W 2004 uczestniczył w Pucharze Azji. Jasin na tym turnieju wystąpił we wszystkich czterech meczach z: Koreą Południową, Kuwejtem, ZEA i w ćwierćfinale z Japonią. W tym samym roku uczestniczył w eliminacjach Mistrzostw Świata 2006. W 2007 i 2008 roku uczestniczył w eliminacjach Mistrzostw Świata 2010. W 2011 został powołany na Puchar Azji. W reprezentacji rozegrał 89 spotkań i strzelił 2 gole.